# Trichocyclus arabana
Trichocyclus arabana is een spinnensoort uit de familie trilspinnen (Pholcidae). De soort komt voor in West-Australië, Noordelijk Territorium en Zuid-Australië.